# لوكا بيليسييه
لوكا بيليسييه هو ممثل فرنسي ولد في 3 أكتوبر 2005

 

## سيرته الذاتية
ولد في 3 أكتوبر 2005

 أصما ويتحدث لغة الإشارة مثل والديه الأصمين 
في 2012 ، في سن السبع سنوات، التقى المخرجة روزلين بوش ‏ لاختبار أداء لفيلم صيف في بروفنس (2014) جنبا إلى جنب مع جان رينو . روزلين بوش لم تندم على التعاقد معه «كان مفعما بالحيوية ، مليئا بالفكاهة. عقل لوكا هو عقل شخص في الخامسة والعشرين من عمره. رأيته يراجع أداءه، ثم يقول بلغة الإشارة: "لقد كنت غير دقيق"، و يطلب مني القيام به مرة أخرى.».

## أفلامه
السينما
- 2014 : صيف في بروفنس لروزلين بوش  [لغات أخرى]‏ : دور ثيو

## روابط خارجية
- لوكا بيليسييه على موقع IMDb (الإنجليزية)
- لوكا بيليسييه على موقع ألو سيني (الفرنسية)
- لوكا بيليسييه على موقع قاعدة بيانات الفيلم (الإنجليزية)
- لوكا بيليسييه على موقع كينوبويسك (الروسية)

- لوكا بيليسييه في ألو سيني (بالفرنسية)
- لوكا بيليسييه في قاعدة بيانات الأفلام على الإنترنت